# Irineu Guimarães
Antônio Deusdedit da Cruz Guimarães, conhecido profissionalmente como Irineu Guimarães, (Tamboril, 21 de julho de 1929  — Rio de Janeiro, 10 de dezembro de 2005) foi um filósofo e jornalista brasileiro. 
Iniciou seus estudos religiosos no seminário de Fortaleza e continuou nos dominicanos, na cidade de São Paulo. Acreditando que sua vocação se situava no ramo da teologia, ele foi admitido no convento de Saint-Maximin-la-Sainte-Baume, na França. Todavia, pouco tempo antes de ser ordenado padre, Irineu Guimarães abandonou a carreira religiosa para seguir uma orientação acadêmica na Sorbonne, em Paris, conservando durante toda sua vida profissional o nome "Irineu" dado pelos dominicanos. 
Doutorando-se em filosofia, um encontro com Hubert Beuve-Méry, o fundador do jornal Le Monde, o dirigiu ao jornalismo.
Em 1957 casou-se em Paris. Em companhia da esposa, Marie Colette Roux, ele deixou a França e voltou ao Brasil. O casal teve dois filhos, Michel e Christine.
Tendo-se tornado correspondente no Brasil do jornal Le Monde, nos anos 1960, Irineu Guimarães foi preso dezenove vezes, durante a ditadura militar instaurada logo depois do golpe de Estado de 1964. A procura permanente da verdade, que sempre transparecia em seus artigos, incomodava profundamente a ditadura brasileira. Irineu Guimarães também trabalhou vários anos na agência internacional Agence France-Presse, além de ter participado na redação editorial da revista francesa L'Express. 
No início dos anos 1970, a convite do empresário Adolfo Bloch, fundador da Editora Bloch, Irineu Guimarães tornou-se repórter internacional para a revista semanal brasileira Manchete.
Irineu Guimarães foi também testemunha ocular de eventos que mancharam de sangue a África e a América Latina, em particular a Argentina de Juan Domingo Perón e o Chile de Augusto Pinochet durante o período de vigência das forças armadas. Pouco antes de ser capturado na Bolívia junto com Régis Debray e expulso deste país pelas forças governamentais bolivianas, apesar de ameaças de morte Irineu Guimarães entregou pessoalmente ao irmão de Che Guevara, na Bolívia, os últimos testemunhos e as últimas fotografias daquele que iria se tornar um mito.